# 松本直祐樹
松本 直祐樹（まつもと なおゆき、1976年3月18日 - ）は、日本の現代音楽作曲家。

## 略歴
東京都出身。日本大学芸術学部にてトロンボーンを学んだ後、管楽器専門誌パイパーズに勤務。その後東京芸術大学大学院音楽研究科にて夏田昌和に作曲を師事。また同時期に湯浅譲二に師事。その後情報科学芸術大学院大学（IAMAS)で三輪眞弘にコンピュータ音楽を師事した。ロームミュージックファンデーション奨学生 (2008年-2009年)。若手作曲家集団「秘密結社」会長。
現在、相愛大学音楽学部教授、京都産業大学非常勤講師 。

## 受賞歴
- 2005年日本音楽コンクール作曲部門（室内楽曲）第三位、岩谷賞[2]。
- 2006年日本音楽コンクール作曲部門（オーケストラ作品）第二位、岩谷賞[3]。
- 2009年Isang Yun International Composition Prize 2009（国際尹伊桑作曲賞2009）ファイナリスト[4]。